# I Liceum Ogólnokształcące im. Grzegorza Piramowicza w Augustowie

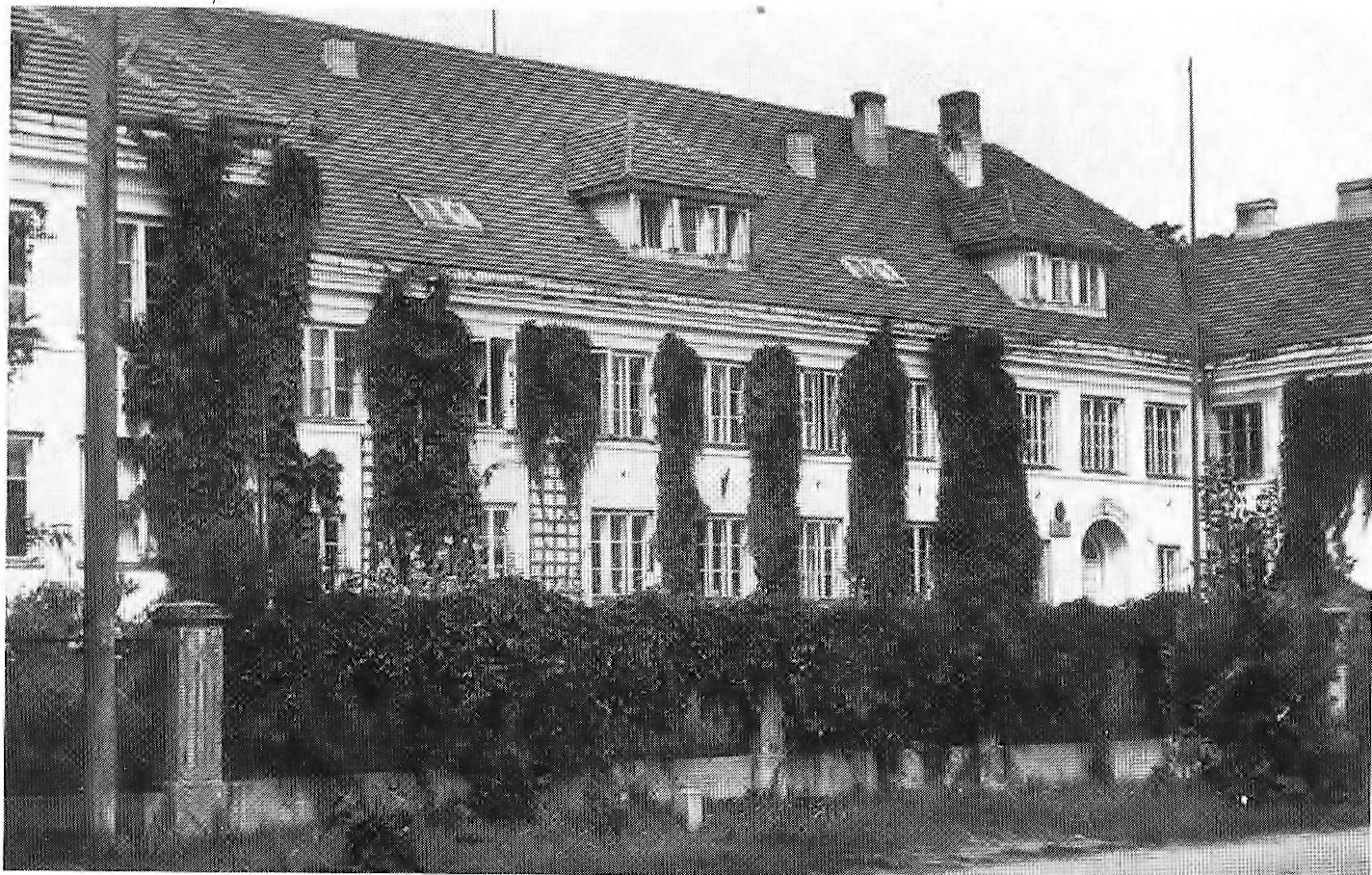
Siedziba szkoły w latach 1927–1950 i 1968–1975 przy ul. 29 Listopada (fotografia z 1968)

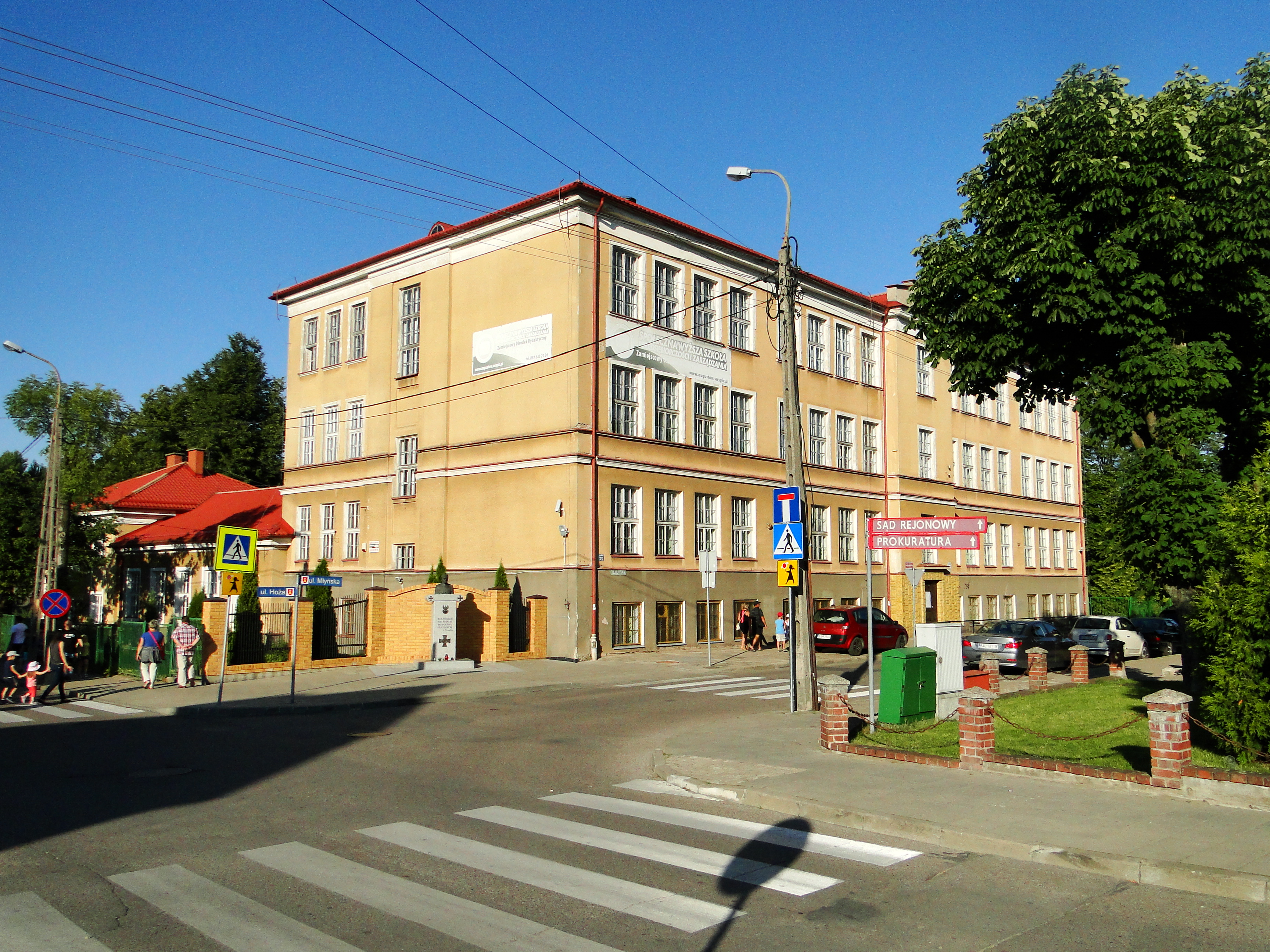
Siedziba szkoły w latach 1950–1968 przy ul. Młyńskiej

I Liceum Ogólnokształcące im. Grzegorza Piramowicza w Augustowie – najstarsze augustowskie liceum ogólnokształcące, działające od 1927 roku.

## Historia szkoły

### Dwudziestolecie międzywojenne
Po I wojnie światowej, podobnie jak przed nią, w Augustowie nie było żadnej szkoły średniej. W 1925 władze miasta podjęły decyzję o budowie gmachu na potrzeby gimnazjum, jednak władze oświatowe, w związku z dotkliwym brakiem kadr pedagogicznych, postanowiły umieścić w nim seminarium nauczycielskie, czyli szkołę średnią typu zawodowego. Powstało ono z podziału suwalskiego seminarium nauczycielskiego na męskie oraz żeńskie i otrzymało nazwę Państwowe Seminarium Nauczycielskie Męskie im. Grzegorza Piramowicza w Augustowie. Seminarium rozpoczęło pracę 1 października 1927. Pierwszym dyrektorem szkoły został Walerian Węglewski, pełnił on jednak obowiązki tylko do 1928. Od 28 czerwca 1928 aż do 1939 dyrektorem był Witold Wołosewicz. Już w pierwszym roku szkolnym seminarium miało pełną liczbę pięciu kursów i cztery oddziały szkoły ćwiczeń, zaś w 1931 naukę pobierało 141 uczniów.
Po wejściu w życie ustawy o reformie szkolnictwa, zakładającej m.in. podział na czteroletnie gimnazja i dwuletnie licea, seminarium było stopniowo przekształcane w Państwowe Gimnazjum Koedukacyjne, które rozpoczęło działalność w roku 1933. Do gimnazjum przeniesiono też z Suwałk część kursów żeńskich. Jednocześnie zaprzestano naboru do seminarium, pozostawiając tylko stopniowo wygasające starsze klasy. W roku szkolnym 1933/1934 w seminarium uczyło się 102 seminarzystów, 161 uczniów w szkole ćwiczeń oraz 76 uczniów w gimnazjum. W 1937 ostatni rocznik seminarzystów zdał maturę, utworzono też dwie pierwsze klasy dwuletniego liceum o profilach humanistycznym i przyrodniczym. W 1937 szkoła otrzymała nazwę Państwowe Liceum i Gimnazjum Ogólnokształcące w Augustowie. Do pierwszej matury w maju i czerwcu 1939 przystąpiło 26 uczniów. W 1937 grono pedagogiczne liczyło 20 nauczycieli.
W seminarium, gimnazjum i liceum działało wiele organizacji: Szkolna Kasa Oszczędności, Liga Obrony Powietrznej i Przeciwgazowej, Liga Morska i Rzeczna, Związek Harcerstwa Polskiego, Sodalicja Mariańska, Gmina Internatowa. Ważną rolę pełniła Bratnia Pomoc pod opieką dyrektora Wołosewicza – koordynowała działalność innych organizacji, inicjowała praca społeczne młodzieży, organizowała obchody uroczystości i świąt, założyła sklepik, muzeum regionalne, wypożyczalnię książek, przeprowadzała loterie fantowe na fundusz wycieczkowy, kwestowała na dzieci polskie za granicą, opiekowała się grobami wojennymi, organizowała rozgrywki sportowe, wieczorki towarzyskie i zabawy.
W marcu 1933 powstało pod opieką Ligi Obrony Powietrznej i Przeciwgazowej koło szybowcowe, które zebrało fundusze na budowę własnego szybowca typu „Wrona”, użytkowanego następnie przez członków koła na szybowisku pod Filipowem. W roku szkolnym 1938/1939 zorganizowano kurs motoryzacyjny na amatorskie prawo jazdy, zaś szkoła otrzymała do nauki samochód marki Buick, którym prawdopodobnie jeździł wcześniej Józef Beck.
Od 1934 działało w szkole koło sportowe. W zawodach międzyszkolnych największe sukcesy zawodnicy odnosili w dyscyplinach, takich jak pchnięcie kulą, rzut dyskiem, skok w dal, skok wzwyż, skok o tyczce, sprint. Uczniowie uprawiali też turystykę, organizując m.in. przejażdżki po Necku oraz spływy Czarną Hańczą kajakiem miejscowej konstrukcji.
W 1932 ukazał się pierwszy numer szkolnego czasopisma „Praca Młodych”, które w zamierzeniach miało być rocznikiem, jednak jego drugi numer ukazał się dopiero w 1934. W ostatnim roku szkolnym przed wojną ukazywał się dwumiesięcznik „Echo Szkolne”, ilustrowany humorystycznymi rysunkami przez Jerzego Jaworowskiego. Przy szkole działał czterogłosowy chór oraz orkiestra symfoniczna i dęta, uświetniający uroczystości szkolne i miejskie, a także występujący w innych miastach, m.in. w Wilnie. Przy szkole funkcjonowała także orkiestra kameralna, dla której komponował utwory prowadzący ją Karol Morszczyk, a także zespół taneczny z repertuarem tańców narodowych i regionalnych.
W okresie międzywojennym problemem ograniczającym dostęp do nauki była konieczność wnoszenia opłat, jednak rada pedagogiczna często zwalniała z nich uboższych uczniów seminarium oraz szkoły ćwiczeń (np. w 1932 na 97 seminarzystów całość opłat uiszczało 43). Zwolnienia z opłat, a tym samym mniejsze wpływy, miały jednak negatywny wpływ na możliwości finansowe szkoły. Problemem dla dzieci spoza miasta były też opłaty internat – wielu uczniów miało problem z ich uiszczaniem. Na dydaktykę negatywnie wpływały zbyt liczne klasy (np. w roku 1935/1936 klasy pierwsze liczyły po 47 uczniów).

### II wojna światowa
Po wybuchu wojny nauczyciele gimnazjum i liceum zostali ewakuowani na Wileńszczyznę. W 1939 Augustów znalazł się pod okupacją radziecką. Początkowo nowa administracja nie ingerowała w system nauczania, młodzież cofnięto jednak o jedną klasę i wprowadzono nauczanie języka rosyjskiego. Zmiany nastąpiły od 1 stycznia 1940 – miejsce polskich szkół I, II i III stopnia powołano do życia siedmioklasowe szkoły początkowe oraz dziesięcioletnie jako pełne szkoły średnie. Wśród uczniów gimnazjum miały miejsca aresztowania z powodu patriotycznej postawy lub posądzenia o przynależność do organizacji konspiracyjnych. Siedziba szkoły została przeznaczona na budynek gospodarczy. Po agresji Niemiec na ZSRR 22 czerwca 1941 mieścił się tam Landrat. Następnie ulokowano tam szkołę Hitlerjugend dla dzieci niemieckich, których rodzice zostali uznani za wrogów Rzeszy.

### Lata powojenne
Budynek szkoły przetrwał wojnę, choć został zaminowany przez Niemców, ale nie wysadzony i w roku 1945 szkoła wznowiła działalność, dyrektorem został ponownie Witold Wołosewicz. W lipcu 1945 r. zastąpił go Franciszek Ludwiński, który wcześniej 5 lat był więźniem obozu koncentracyjnego w Mauthausen-Gusen. W lutym 1945, niedługo po wyzwoleniu Augustowa, młodzież pod kierunkiem nauczycielki Heleny Mikołajewskiej przystąpiła do porządkowania gmachu szkoły, zaś w kwietniu wznowiono zajęcia szkolne, początkowo w czterech klasach gimnazjum. Dwie klasy licealne powstały w roku szkolnym 1945/1946. W latach 1945–1948 szkoła się rozwijała, działały w niej zespoły artystyczne - teatralny i taneczny oraz organizacje takie jak PCK, ZHP, ZWM i SP. W czerwcu 1946 r. szkołę ukończyli pierwsi powojenni maturzyści. W 1947 dyrektorem został Ludwik Jaworski. W roku szkolnym 1948/1949 w miejsce dotychczasowych czteroletnich gimnazjów i dwuletnich liceów powstały czteroletnie licea ogólnokształcące, w związku z czym w Augustowie utworzono Szkołę Ogólnokształcącą stopnia licealnego.
We wrześniu 1950 liceum połączono ze szkołami podstawowymi nr 1 i 3 i stworzono Szkołę Podstawową i Liceum Ogólnokształcące w Augustowie w pomieszczeniach szkoły nr 1 przy obecnej ul. Młyńskiej, której dyrektorem został Stefan Roman. W dawnym gmachu liceum przy ul. 29 Listopada znalazło się Liceum Pedagogiczne, przeniesione z Suwałk, a część jego kadry pedagogicznej wywodziła się z augustowskiego liceum. Utworzenie Liceum Pedagogicznego, przejście do niego części nauczycieli i uczniów oraz połączenie liceum ogólnokształcącego ze szkołami podstawowymi spowolniło rozwój liceum do początku lat sześćdziesiątych. W połowie lat sześćdziesiątych nastąpił rozwój liceum – liczba klas zwiększyła się do czternastu, liczba uczniów wzrosła dwukrotnie do około pięciuset, zaś liczba nauczycieli do osiemnastu. W połączeniu ze szkołą podstawową liceum funkcjonowało do 1965, kiedy to oddzielono klasy licealne od podstawowych.
W sierpniu 1968 roku liceum ogólnokształcące powróciło do budynku przy ul. 29 Listopada, a dyrektorem szkoły mianowano Ryszarda Jędrzejewskiego. 20 października 1973 roku nadano szkole sztandar, ufundowany przez społeczeństwo Augustowa i wykonany według projektu Józefa Pawlukiewicza. W 1975 szkoła przeniosła się do nowego budynku z pełnowymiarową salą gimnastyczną na osiedlu Śródmieście, choć nowy gmach nie był jeszcze gotowy. W 1976 szkołę przekształcono w Zespół Szkół Ogólnokształcących im. Grzegorza Piramowicza, obejmujący I Liceum Ogólnokształcące, Liceum Ogólnokształcące dla Pracujących i Średnie Studium Zawodowe, zaś dyrektorem placówki został Zdzisław Badowski.
W 1990 szkołę ponownie przemianowano na Liceum Ogólnokształcące im. Grzegorza Piramowicza, zaś jego dyrektorem został Stanisław Budnik. W 1998 dyrektorem szkoły została Joanna Lisek, która sprawuje funkcję do dziś. W latach 90. XX w. powstał przy liceum młodzieżowy zespół teatralny „Res Humanae”, prowadzony przez polonistkę Bożenę Bendig. W roku szkolnym 1999/2000 reaktywowano Liceum dla Dorosłych, zaś szkoła ponownie przyjęła nazwę Zespół Szkół Ogólnokształcących. Od 2001 w szkole działa też publiczne gimnazjum bezobwodowe, nawiązujące do tradycji placówki.

## Dyrektorzy szkoły
- Walerian Węglewski (1927–1928)[2]
- Witold Wołosewicz (1928–1939, kwiecień-lipiec 1945)[24]
- Franciszek Ludwiński (1945–1947)
- Ludwik Jaworski (1947–1950)
- Stefan Roman (1950–1968)
- Ryszard Jędrzejewski (1968–1976)
- Zdzisław Badowski (1976–1990)
- Stanisław Budnik (1990–1998)
- Joanna Lisek (1998–2018)
- Anna Sus-Cilulko (od 2018)

## Absolwenci
- Zygmunt Huszcza (1917–2006) – dowódca wojskowy, uczestnik bitwy pod Lenino, generał broni Wojska Polskiego, wiceminister oświaty i wychowania (1972–1982), poseł na Sejm PRL V i VI kadencji[25].
- Krystyna Zofia Eichler (1921–2012) – architektka i malarka działająca w Stanach Zjednoczonych, sybiraczka[26].
- Irena Krzywińska (1922–2017) – malarka i poetka, sybiraczka; jej obrazy znajdują się w zbiorach Muzeum Narodowego w Warszawie.
- Zenobiusz Bednarski (1923–2014) – lekarz, doktor nauk medycznych, specjalista ftyzjatrii i historyk medycyny.
- Marian Szamatowicz (1935) – lekarz, profesor nauk medycznych związany z Uniwersytetem Medycznym w Białymstoku. W 1987 dokonał pierwszego w Polsce udanego zabiegu zapłodnienia człowieka metodą in vitro[27][28].
- Janusz Michałowski (1937) – aktor teatralny i filmowy, związany z Teatrem Współczesnym w Warszawie[29].
- Bohdan Zdziennicki (1944) – prawnik, doktor nauk prawnych, sędzia NSA, sędzia Trybunału Konstytucyjnego w stanie spoczynku, prezes TK w latach 2008–2010[30].
- Marek Kłoczko (1951) – polityk, przedsiębiorca i menedżer, poseł na Sejm I kadencji[31].
- Andrzej Sobolewski (1951) – fizyk, profesor nauk fizycznych, pracownik naukowy Instytutu Fizyki PAN, członek korespondent Polskiej Akademii Nauk[32].
- Janina Osewska (1955) – pedagog, poetka i znawczyni Suwalszczyzny.
- Andrzej Szczytko (1955) – aktor, reżyser teatralny i pedagog[33].
- Jan Prostko-Prostyński (1958) – historyk, badacz dziejów Bizancjum, profesor nauk humanistycznych, nauczyciel akademicki UAM[34].
- Marian Zalewski (1958) – polityk, podsekretarz stanu w Ministerstwa Rolnictwa i Rozwoju Wsi (2008–2011)[28].
- Krzysztof Chełmiński (1958) – matematyk, profesor nauk matematycznych, profesor zwyczajny Politechniki Warszawskiej i Politechniki w Darmstadt[35][36].
- Dariusz Bugalski (1961) – poeta, dziennikarz Programu 3 Polskiego Radia, prowadzi audycję Trójka pod księżycem.
- Wojciech Satuła (1962) – fizyk, profesor nauk fizycznych, dyrektor Instytutu Fizyki Teoretycznej Uniwersytetu Warszawskiego[37].
- Regina Jurkowska (1972) – dyplomatka, konsul generalna Rzeczypospolitej Polskiej w Sydney[38].

## Charakterystyka szkoły

### Profile klas
Profile klas co roku są inne. W roku szkolnym 2023/2024 utworzono klasy pierwsze o następujących profilach:
| Klasa | Rozszerzone przedmioty                                       |
| ----- | ------------------------------------------------------------ |
| A     | biologia, chemia, j. angielski lub matematyka                |
| B     | matematyka, geografia, j. angielski                          |
| C     | j. polski, historia lub wos, j. angielski                    |
| D     | j. polski, biologia i j. angielski                           |
| E     | j. angielski, geografia, j. niemiecki lub j. rosyjski        |
| F     | biologia, chemia, j. angielski/matematyka, fizyka, geografia |
| M     | geografia, j. angielski                                      |

### Koła zainteresowań
- Teatr Res Humanae
- Towarzystwo Chemiczne
- Szkolny Klub Europejski
- Szkolne Koło Robotyków